# Kids of the Future
Kids of the Future (Dzieciaki przyszłości) to piosenka wykonywana przez zespół Jonas Brothers, wykorzystana w filmie dla dzieci Rodzinka Robinsonów. Oryginalna wersja utworu Kids of America była wykonywana przez Kim Wilde. Słowa zostały zmienione na potrzeby filmu i dotyczą przygód głównych bohaterów.